# Trekvart
Trekvart var ett TV-program i Sveriges Television 1989–1990. Hasse Aro, Maria Borelius, Annika Dopping och Lennart Modig var programledare hösten 1989. Våren 1990 enbart Aro och Modig.

## Källhänvisningar
1. ↑  Sågå, Maria (2006-11-22): "Hasse Aro: "Jag har aldrig själv känt mig hotad"". Sourze.se. Läst 15 juni 2014.